# Thanatus arenicola
Thanatus arenicola es una especie de araña cangrejo del género Thanatus, familia Philodromidae. Fue descrita científicamente por Schmidt en 1976.

## Distribución
Esta especie se encuentra en Canarias.